# 5. Königlich Bayerische Division
Die 5. Division, im Ersten Weltkrieg als 5. Infanterie-Division bezeichnet, war ein Großverband der Bayerischen Armee.

## Geschichte
Der Großverband wurde am 27. November 1815 als Infanterie-Division des Generalkommandos Würzburg aus dessen 1. und 2. Infanterie-Brigade errichtet. Zum 1. Juli 1822 erfolgte die Umbenennung in 3. Armee-Division und zum 20. November 1848 in 3. Infanterie-Division. Anfang Oktober 1851 wurde daraus wieder die 3. Armee-Division und am 22. April 1859 das Generalkommando Würzburg. Während des Krieges gegen Preußen war die Formation 1866 in die Kämpfe bei Zella, Kissingen und Helmstadt eingebunden. Als 3. Armee-Division nahm der Großverband 1870/71 während des Krieges gegen Frankreich an den Schlachten bei Wörth und Sedan, dem Gefecht bei Petit Bicêtre sowie vom 19. September 1870 bis zum 28. Januar 1871 an der Belagerung von Paris teil. Nach dem Friedensschluss wurde die Formation am 1. April 1872 in 3. Division umbenannt. Eine letzte Änderung erfolgte am 1. April 1901 durch den Nummerntausch mit der 5. Division. Ab diesem Zeitpunkt befand sich das Generalkommando bis zur Auflösung nach dem Ersten Weltkrieg 1919 in Nürnberg.

### Erster Weltkrieg
Die Division wurde zu Beginn des Ersten Weltkrieges im Rahmen der 6. Armee an der Westfront eingesetzt.

### Gefechtskalender

#### 1914
- 08. bis 19. August – Grenzschutzgefechte in Lothringen
- 20. bis 22. August – Schlacht in Lothringen
- 22. August bis 14. September – Schlacht bei Nancy-Épinal
- ab 18. September – Kämpfe zwischen Maas und Mosel

#### 1915
- bis 6. Oktober – Kämpfe zwischen Maas und Mosel
- 08. Oktober bis 3. November – Herbstschlacht in der Champagne
- 04. bis 13. November – Stellungskämpfe in der Champagne
- 13. November bis 5. Dezember – Reserve der 3. Armee
- ab 6. Dezember – Stellungskämpfe zwischen Maas und Mosel

#### 1916
- bis 2. September – Stellungskämpfe zwischen Maas und Mosel
- 02. bis 6. September – Reserve der Heeresgruppe „Kronprinz Rupprecht“
- 07. bis 19. September – Schlacht an der Somme
- 19. September bis 4. Oktober – Reserve der 6. Armee
- ab 4. Oktober – Stellungskämpfe in Flandern und Artois

#### 1917
- bis 31. Januar – Stellungskämpfe in Flandern und Artois
- 01. Februar bis 1. April – Stellungskämpfe in Französisch-Flandern und Artois
- 02. April bis 20. Mai – Schlacht von Arras
- 21. Mai bis 6. Juli – Stellungskämpfe in Flandern und Artois
- 07. Juli bis 6. August – Reserve der OHL in Antwerpen
- 07. August bis 3. Dezember – Schlacht in Flandern
- ab 5. Dezember – Stellungskämpfe in Flandern und Artois

#### 1918
- bis 11. Februar – Stellungskämpfe in Flandern und Artois
- 11. Februar bis 18. März – Reserve der OHL
- 18. bis 20. März – Stellungskämpfe im Artois und Aufmarsch zur Großen Schlacht in Frankreich
- 21. März bis 6. April – Große Schlacht in Frankreich
- 07. April bis 8. August – Kämpfe zwischen Arras und Albert
- 08. bis 9. August – Tankschlacht zwischen Ancre und Avre
- 08. bis 20. August – Abwehrschlacht zwischen Somme und Avre
- 21. August bis 2. September – Abwehrschlacht zwischen Scarpe und Somme
- 03. bis 7. September – Kämpfe vor der Siegfriedfront
- 08. September bis 8. Oktober – Abwehrschlacht zwischen Cambrai und St. Quentin
- 09. bis 16. Oktober – Kämpfe vor der Hermannstellung
- 15. bis 19. Oktober – Kämpfe zwischen Deûle-Kanal und Schelde
- 20. Oktober bis 4. November – Kämpfe in der Hermannstellung an der Schelde
- 05. bis 11. November – Rückzugskämpfe vor der Antwerpen-Maas-Stellung
- 12. November bis 19. Dezember – Räumung des besetzten Gebietes und Marsch in die Heimat

## Gliederung

### Friedensgliederung 1914
1914 war die Division Teil des III. Armee-Korps.
- 9. Infanterie-Brigade in Nürnberg
- 10. Infanterie-Brigade in Bayreuth
- 5. Kavallerie-Brigade in Nürnberg
- 5. Feldartillerie-Brigade in Fürth

### Kriegsgliederung vom 2. August 1914
- 9. Infanterie-Brigade
  - 14. Infanterie-Regiment „Hartmann“
  - 21. Infanterie-Regiment „Großherzog Friedrich Franz IV. von Mecklenburg-Schwerin“
  - Reserve-Jägerbataillon 2
- 10. Infanterie-Brigade
  - 7. Infanterie-Regiment „Prinz Leopold“
  - 19. Infanterie-Regiment „König Viktor Emanuel III. von Italien“
- 7. Chevaulegers-Regiment „Prinz Alfons“
- 5. Feldartillerie-Brigade
  - 6. Feldartillerie-Regiment „Prinz Ferdinand von Bourbon, Herzog von Calabrien“
  - 10. Feldartillerie-Regiment
- 1. und 3. Kompanie/3. Pionierbataillon

### Kriegsgliederung vom 20. März 1918
- 10. Infanterie-Brigade
  - 7. Infanterie-Regiment „Prinz Leopold“
  - 19. Infanterie-Regiment
  - 21. Infanterie-Regiment „Großherzog Friedrich Franz IV. von Mecklenburg-Schwerin“
  - Bayerische MG-Scharfschützen-Abteilung Nr. 1
  - 4. Eskadron/2. Chevaulegers-Regiment „Taxis“
- Bayerischer Artillerie-Kommandeur Nr. 5
  - 10. Feldartillerie-Regiment
  - III. Bataillon/1. Fußartillerie-Regiment
- 3. Pionierbataillon
- Bayerischer Divisions-Nachrichten-Kommandeur Nr. 5

## Kommandeure
| Dienstgrad      | Name                                | Datum                               |
| --------------- | ----------------------------------- | ----------------------------------- |
| Generalleutnant | Emil von Xylander                   | 01. Oktober 1890 bis 17. April 1895 |
| Generalleutnant | Moriz von Bomhard                   | 18. April 1895 bis 1. Juni 1899     |
| Generalleutnant | Ludwig von Grauvogl                 | 02. Juni 1899 bis 31. März 1901     |
| Generalleutnant | Hermann von Haag                    | 01. April 1901 bis 10. Juni 1903    |
| Generalleutnant | Luitpold von der Tann-Rathsamhausen | 11. Juni 1903 bis 9. April 1905     |
| Generalleutnant | Karl Inama von Sternegg             | 10. April 1905 bis 11. Oktober 1906 |
| Generalleutnant | Luitpold von Horn                   | 12. Oktober 1906 bis 26. März 1912  |
| Generalleutnant | Gustav von Schoch                   | 27. März 1912 bis 20. April 1915    |
| Generalleutnant | Nikolaus von Endres                 | 23. April 1915 bis 23. Juni 1918    |
| Generalleutnant | Eugen Ritter von Clauß              | 23. Juni 1918 bis 26. Juni 1919     |